# Penya Solera
La Penya Solera fou una penya barcelonista fundada el 1948, considerada la degana de les penyes barcelonistes de la postguerra.
La penya va néixer el 1944, a partir d'un grup d'amics afeccionats al FC Barcelona que es reunien al bar Solera, situat a la Rambla i molt a prop de la font de Canaletes.
Els promotors foren, entre d'altres, Josep Samitier, Jaume Ramon i Evarist Murtra, als quals s'afegiren posteriorment jugadors blaugranes com ara Ramallets, Mariano Martín, César i Biosca. Nicolau Casaus, que n'acabaria sent l'ànima, s'hi incorpora més tard.
En aquella primera època, la penya organitzava viatges per seguir el Barça, així com activitats lúdiques i partits de futbol amb altres penyes i entitats.
Progressivament, la penya anà canviant de seu social, primer al passatge Méndez Vigo, després al carrer Trafalgar i més tard a la torre Urquinaona, carrer Pelai i carrer porvenir (actualment Avenir).

## L'època daurada
En la dècada dels cinquanta, la penya visqué la seva màxima esplendor. Promogué un barcelonisme assenyat i confraternitzador amb les altres afeccions, així com una visió relaxada i lúdica de la vida.
La Penya Solera va actuar així mateix com a catalitzador del naixement d'altres penyes del Barça, fins al punt que moltes van adoptar el mateix nom de "Solera". Més tard, es va imposar ja el sobrenom de penyes barcelonistes o blaugranes. La mateixa Penya Solera va passar a denominar-se Penya barcelonista Solera a partir del 1952.
La Penya barcelonista Solera va anar agafant una gran importància dins el món barcelonista i esdevingué un poder fàctic durant les presidències del club d'Agustí Montal Galobart, Enric Martí i Carreto, Francesc Miró-Sans, Enric Llaudet i Agustí Montal Costa.

### Problemes amb el règim franquista
L'any 1954 les autoritats franquistes van dictar una ordre d'expulsió d'Espanya contra Nicolau Casaus, acusat de retirar una fotografia del dictador de l'entrada del local social. Finalment, la intervenció personal de José María de Cossío i de Josep Samitier ho va poder evitar, però Casaus hagué de deixar-ne la presidència.
A començaments de la dècada dels noranta, la penya va entrar en decadència i finalment es dissolgué.